# 卡梅利娅·沃伊内亚
卡梅利娅·沃伊内亚（羅馬尼亞語：Camelia Voinea，1970年3月1日—），生于康斯坦察，罗马尼亚女子竞技体操运动员。她曾代表罗马尼亚获得1988年夏季奥运会体操比赛女子团体全能银牌。